# Rocca Pendice
Il Monte Pendice (304 m), detto anche Rocca Pendice, è situato nel comune di Teolo, in provincia di Padova e fa parte dei Colli Euganei centrali. 
La sua conformazione di sperone roccioso lo ha portato a divenire una fortificazione già in epoca bizantina. Vi si possono osservare alcuni resti archeologici;

## Storia

### Origini
Rocca Pendice è situata in un territorio che molti secoli prima aveva già conosciuto la presenza umana, qui infatti ebbe luogo un insediamento neolitico, quello di Castelnuovo.
La sua storia ha inizio nel X secolo quando gli Ungari giunsero in Veneto e Friuli, conseguentemente gli abitanti di quest'area iniziarono ad innalzare il castello a difesa del proprio territorio, come sottolinea Claudio Coppola "Siamo così di fronte all'unico esempio di castello euganeo realizzato per volontà di uomini liberi, i cosiddetti Comitati".
Il controllo di Pendice da parte dei suoi abitanti fu breve: l'imperatore Ottone I la cedette al vescovo e la Rocca venne nominata castrum episcopale, diventando un punto di riferimento e di controllo del territorio.

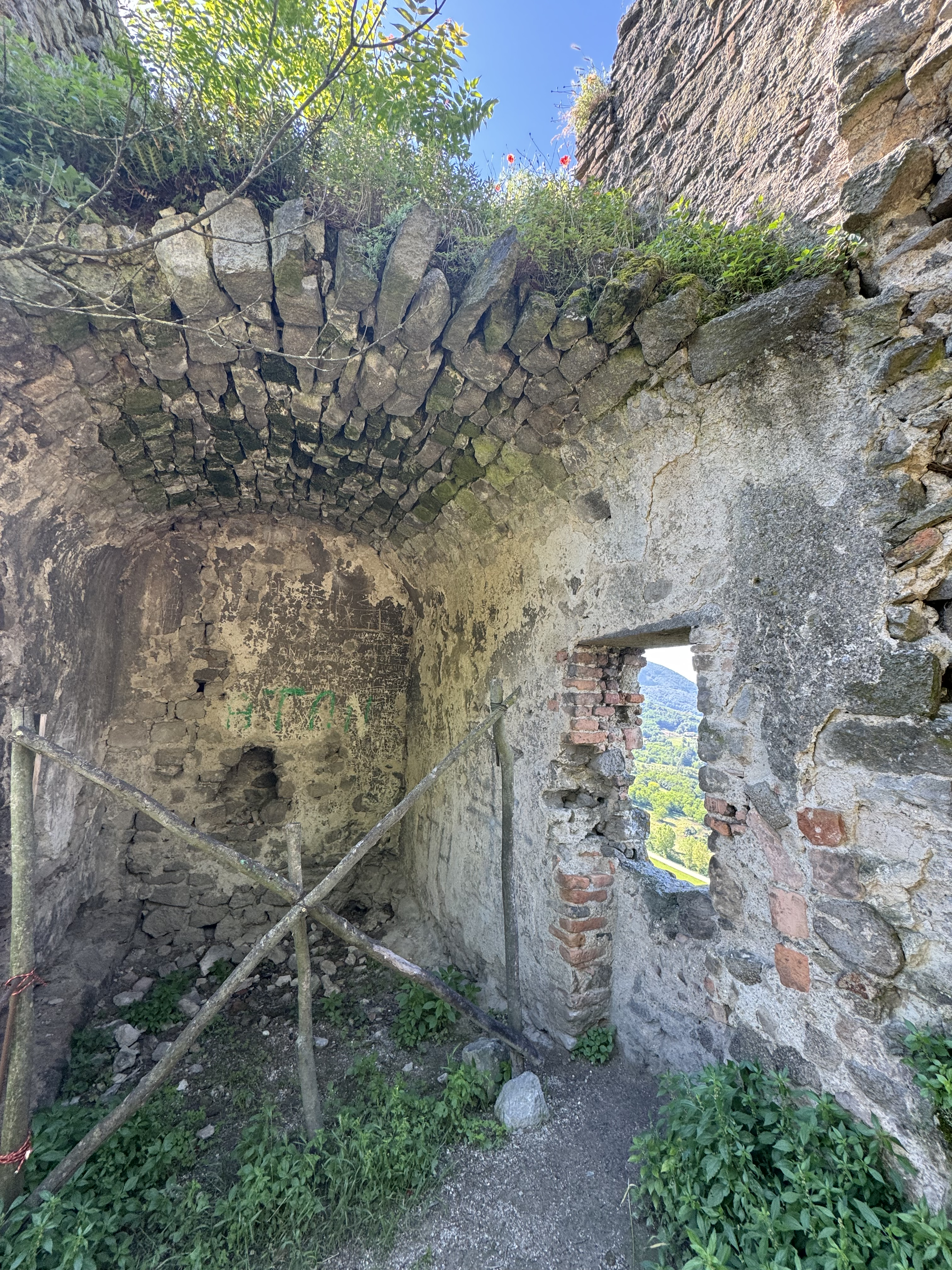
Resti attuali del Castello di Rocca Pendice

La vita della fortezza fu segnata da una serie di asperità causate dall'ascesa al potere di Federico Barbarossa, il quale si scontrò con il vescovo Giovanni per ottenerne il controllo.
Questa fase di conflitto si concluse con un accordo tra l'imperatore e il vescovo di Padova il 7 ottobre 1161 che stabiliva per quanto riguarda Rocca Pendice che "arcem et curtem Pendvs cum omnibus suis appendiciis" restassero nelle mani dell'imperatore, invece al vescovo spettava la metà del villaggio di Luvigliano.

### Fasi successive
Si presume che la costruzione della fortificazione di Rocca Pendice, come Monselice e altri castelli dei colli, sia stata opera dei Bizantini in un contesto bellico, come suggerito dal nome della Chiesa di Santa Giustina a Villa di Teolo e dal periodo V-VI secolo della chiesa di San Martino a Luvigliano. Solo uno scavo archeologico potrebbe confermare l'ipotesi di un successivo controllo longobardo, suggerita dalla presenza di un gruppo di arimanni nella Rocca. Questi Arimanni di Rocca Pendice sono citati in un privilegio datato 24 agosto 1777, redatto dal vescovo sulla base di dati locali corretti.

## Descrizione

### Conformazione rocciosa e caratteristiche geografiche
La Rocca sorge a 300 m s.l.m., su uno sperone di roccia, strapiombante su tre lati. Si trova in una posizione di dominio sul territorio, data questa sua attitudine poteva esercitare il suo controllo e giurisdizione sui suoi abitanti. Ha una particolare conformazione rocciosa di origine vulcanica che ne determina la verticalità. 
I tipi di roccia che si possono trovare nell'area di Teolo, in cui sorge Rocca Pendice sono:
- Marna euganea: roccia sedimentaria che si è formata dai 55 ai 33 milioni di anni fa, è una roccia molto argillosa.
- Rocce basaltiche: hanno avuto origine dalla fuoriuscita di magma dalla frattura della crosta marina[4].

### Analisi archeologica
Si accede alla Rocca tramite una mulattiera, dalla quale si giunge ad una porta protetta da un rivellino di cui si conservano due muri paralleli appartenenti ad una sistemazione tardomedievale. Si possono riconoscere alcune sezioni della cinta e una torre sul lato ovest facenti parte delle difese, non gli altri lati. Il muro occidentale, forse altomedievale, è caratterizzato da un paramento in pietre sbozzate. La muratura continua a sud dove vi è una torre con paramento esterno romanico. Solo alcune murature romaniche non sono state alterate, per esempio a sud ovest e dove sorgeva il dongione, di questo è possibile riconoscere solo una parte del lato ovest con paramento in conci di medie dimensioni, collocati in corsi regolari.

Un terzo edificio posto nell’angolo sud ovest della cinta risale al XII: si sono conservati tre spazi con murature caratterizzate da paramenti in bozzette disposte in corsi regolari.

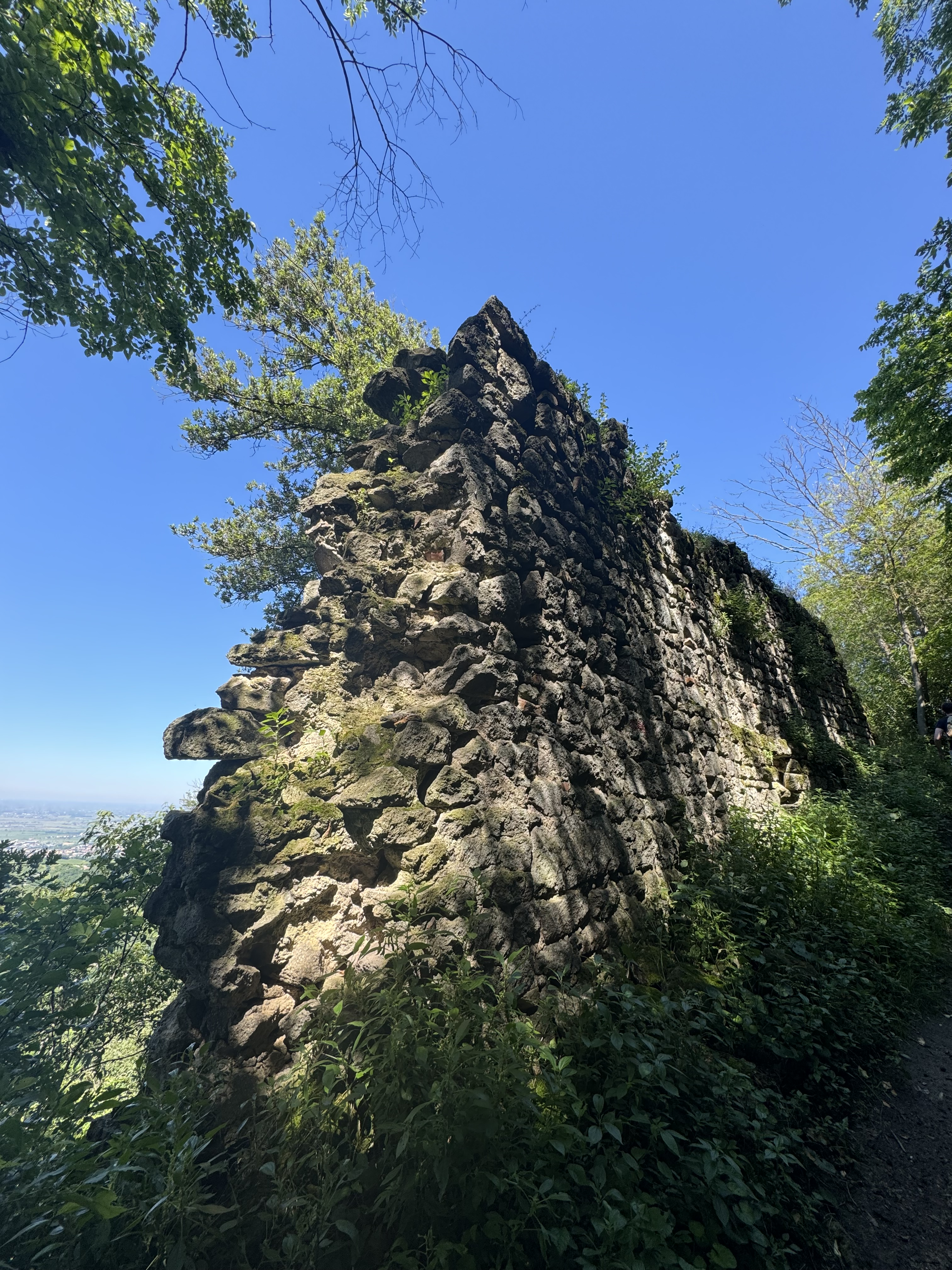
Resti delle mura del Castello di Rocca Pendice
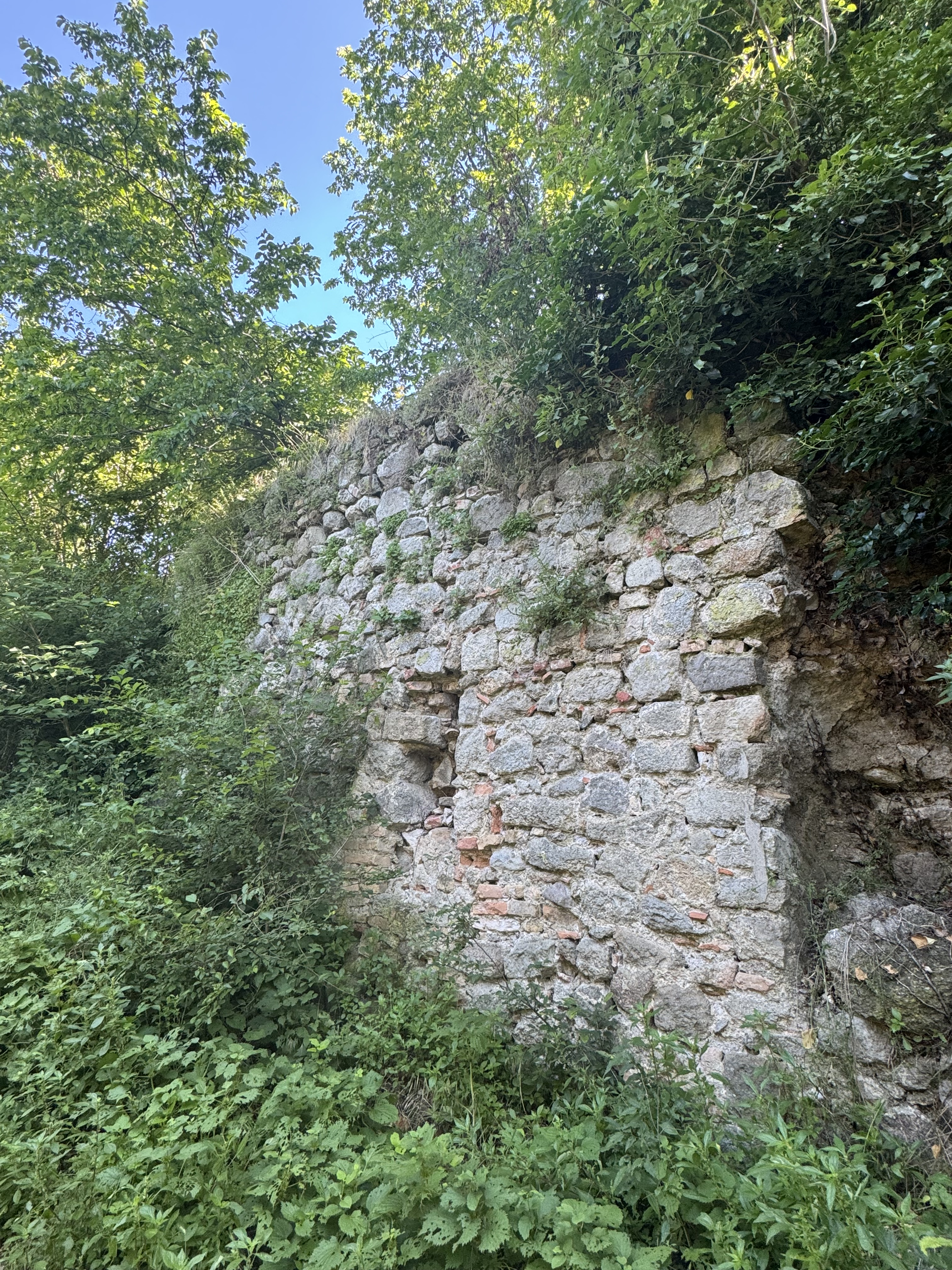
Resti delle mura del Castello di Rocca Pendice
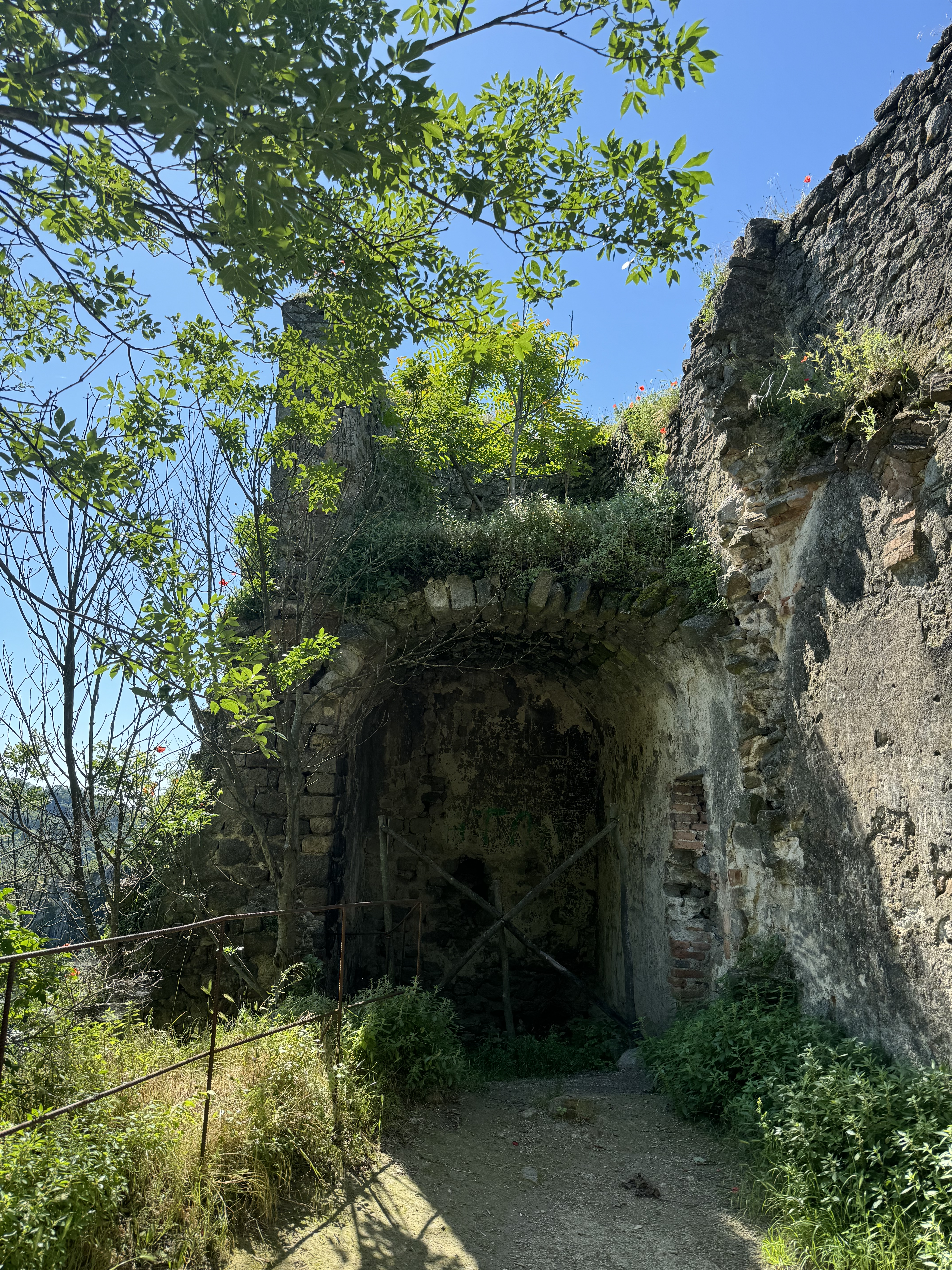
Resti del Castello di Rocca Pendice
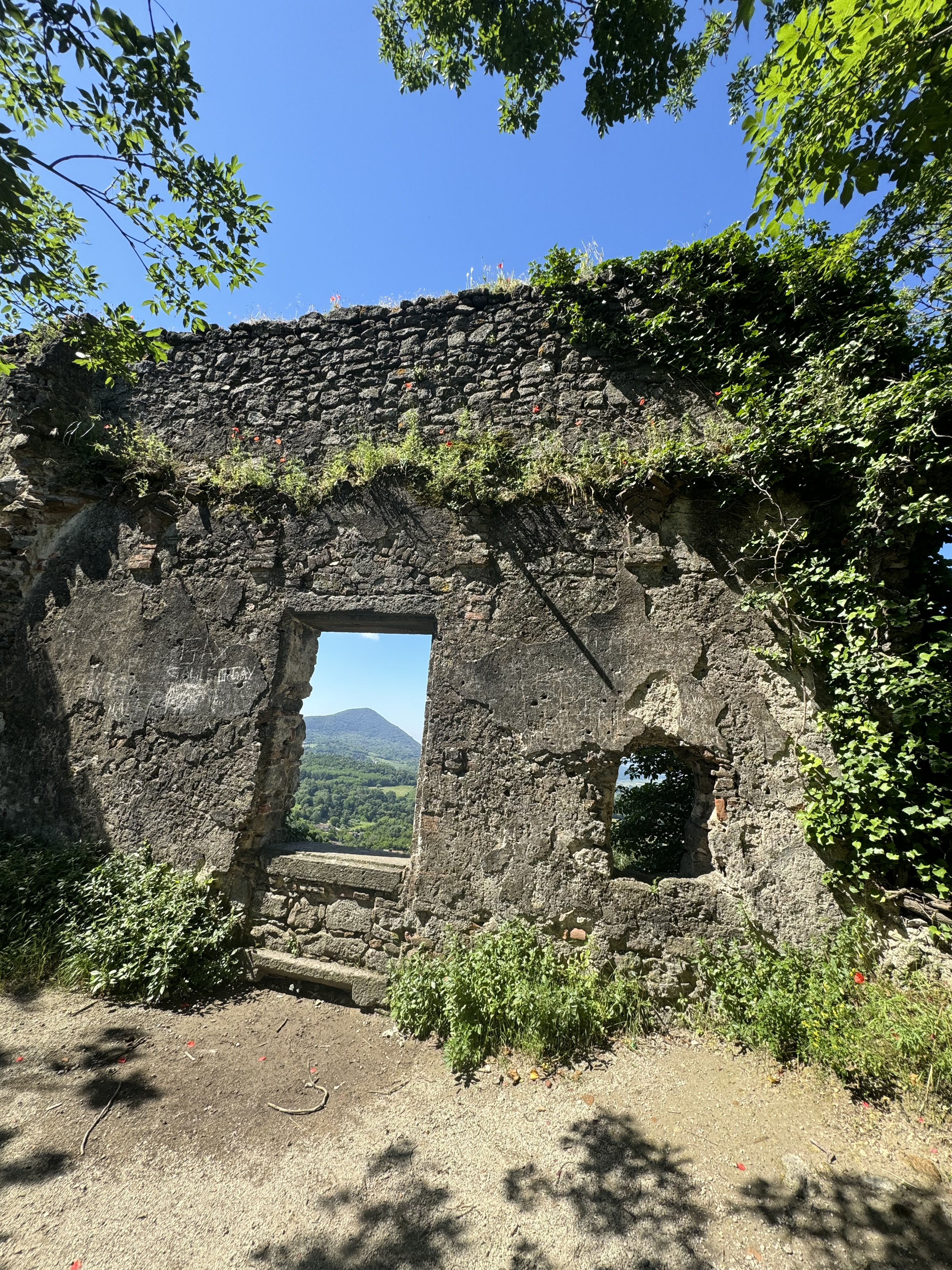
Resti della parete del Castello di Rocca Pendice

## Alpinismo
La prima ascensione della parete est avvenne già nel 1909 da parte dei coniugi Carugati, Mariano Rossi ed Antonio Berti, dopo alcuni rocamboleschi tentativi. Successivamente sulle pareti del colle si avvicendarono i principali esponenti dell'alpinismo padovano tra i quali Antonio Bettella, Franco Dorna ed altri e persino il triestino Emilio Comici (1939). Ai giorni nostri un numero notevole di itinerari solca le pareti del Rocca Pendice, sia classici che moderni con difficoltà massime di 8b (X+ UIAA).
Degli anni dei pionieri dell'alpinismo sono rimaste alcune vie classiche sulle pareti del Rocca Pendice, alcune ripetutissime, altre inglobate da successivi itinerari sportivi. Le più remunerative sono:
- Le creste: sviluppo: 200 m; difficoltà: III-IV e 1 passo di V.
- Spigolone: sviluppo: 135 m; difficoltà: V e passi di V+.
- Diedro Carron: sviluppo: 135 m; difficoltà: A2 e V+.
- Direttissima: sviluppo: 200 m; difficoltà: V e passi di VII-.
- Dorna: sviluppo: 160 m; difficoltà: IV-V e 1 passo di VI-.
- Bianchini: sviluppo: 160 m; difficoltà: IV-V e 1 passo di A0 o VI-.
- Carugati: sviluppo: 180 m; difficoltà: III-IV.
- Diedri Sandi sviluppo: 180 m; difficoltà: V.
- Spigolo Barbiero: sviluppo: 160 m; difficoltà: IV+ ed 1 passo di VI.
- Gardellin-Munaron: sviluppo 100 m; difficoltà: A2 e IV.